# Gammel Kærlighed ruster ikke
Gammel Kærlighed ruster ikke er en dansk stum romantisk dramafilm fra 1909 produceret af Nordisk Films Kompagni og instrueret af Viggo Larsen.
Filmen havde dansk premiere den 7. marts 1909 i Biograf-Theatret.

## Handling
Skovløberens Ellen og en ung forstmand er forelskede og leger dagen lang som børn i skoven og tænker kun på nuet. Skovløberen derimod ser fremad og gifter Ellen væk til en velhavende gårdejer. Ellen og den unge forstmand er ulykkelige, men Ellen indretter sig og lærer, at man ikke behøver være ond og dum, blot fordi man er velhavende. Forstmanden derimod kaster sig over flasken.
Gårdejeren er en god mand, og han bringer ved gode råd og penge den unge forstmand på ret køl igen. Gårdejeren bliver imidlertid syg og dør og Ellen sørger dybt. Året efter møder hun ved et tilfælde sin tidligere kæreste og de to finder sammen igen.

## Medvirkende
- Petrine Sonne
- Ellen Kornbeck
- Axel Boesen
- Rigmor Jerichau
- Ella la Cour
- Otto Lagoni